# Lopar
Pour l’article homonyme, voir Lopar (Fojnica).
Lopar est un village et une municipalité située dans le comitat de Primorje-Gorski Kotar, en Croatie. Au recensement de 2001, le village comptait 1 204 habitants.

## Histoire
Lopar est devenu une municipalité en 2006.

## Géographie
Le village est situé au nord de l'île de Rab et près de sa côte se trouvent les deux petites îles de Goli Otok et de Sveti Grgur.
La presqu'île de Lopar, avec ses plaines plantées d'oliviers, ses forêts et sa vingtaine de plages où les eaux sont peu profondes, est un paradis naturel. Mais, de là, une demi-heure de bateau suffit pour se rendre sur l'ex-enfer de Goli, île prison du régime de Tito.